# 龙门岛
龙门岛是钓鱼岛及其附属岛屿中的一个小岛，位于南小岛西北侧，坐标为25°43.5′N 123°32.6′E。2012年3月3日，中华人民共和国国家海洋局、民政部公布其标准名称。
龙门岛是南小岛紧邻岛屿之一，位于橄榄门南侧，是南小岛西侧各个小卫星岛屿中较大的一个。

## 龙门北岛
龙门北岛较龙门岛小，位于龙门岛北偏东方向，即橄榄门方向。

## 龙门南岛
龙门南岛较龙门岛小，位于龙门岛东南方向。龙门南岛在南小岛主岛和龙门岛之间，离龙门岛相对更远。

## 外部連結
- 中華民國內政部釣魚臺列嶼簡介（繁體中文）
- ウオッちず 地図閲覧サービス（試験公開）（页面存档备份，存于）（日本国土地理院の地形図）（日語）